# Портнягин, Игорь Игоревич
И́горь И́горевич Портня́гин (род. 7 января 1989, Владивосток) — российский футболист, полузащитник и нападающий.

## Биография
Начал заниматься футболом во Владивостоке. Первый профессиональный контракт подписал с ижевским клубом «СОЮЗ-Газпром» в 2005 году, за который выступал три сезона.
Перед началом сезона 2008 перешёл в казанский «Рубин». Дебютировал в основном составе 5 августа в матче Кубка России против «Смены» Комсомольск-на-Амуре. Первый матч в премьер-лиге провёл 4 апреля 2009 года, когда вышел на поле в поединке против «Москвы». 15 июля 2009 года забил первые голы за клуб, сделав дубль в кубковой игре против тверской «Волги». 29 ноября 2009 года забил свой первый гол в чемпионате России, выйдя на замену во втором тайме м игре с «Кубанью». В 2010 году стал обладателем Кубка чемпионов Содружества. 10 марта 2010 года дебютировал в Лиге Европы. В домашнем матче 1/8 финала против немецкого «Вольфсбурга» вышел на 85-й минуте, заменив Алана Касаева. Всего с 2008 по 2010 год сыграл за «Рубин» в шести матчах Премьер-лиги, в которых забил один гол.
В начале сезона 2011/12 был отдан в аренду нальчикскому «Спартаку» сроком на полгода. За половину сезона вышел на поле в 14 матчах и забил один гол. По окончании арендного договора вернулся в «Рубин», однако, сыграв один матч в чемпионате России, 31 августа на правах аренды вновь перешёл в клуб из Нальчика.
20 февраля 2012 года было объявлено о подписании Портнягиным арендного соглашения с «Томью» сроком на полгода. В клубе сыграл в 8 матчах, голами не отметился. Летом 2012 года на правах аренды перешёл в «Нефтехимик». Дебют состоялся 10 июля в матче первого тура первенства ФНЛ против новокузнецкого «Металлурга». За первую половину сезона забил 16 голов в 19 играх, после чего вернулся в «Рубин» и был дозаявлен для участия в чемпионате России и Лиге Европы.
25 февраля 2013 был отдан в аренду в «Крылья Советов». В составе самарского клуба забил два гола в 7 матчах. В июне 2013 года вернулся в «Рубин». 8 июля 2013 года во второй раз на правах аренды перешёл в «Томь». В июне 2014 года перешёл в фарм-клуб «Рубин-2», вскоре после его расформирования вернулся в состав основного клуба. 31 августа 2016 года подписал контракт с московским «Локомотивом». 27 июня 2017 года перешёл в «Урал» на правах аренды до конца сезона. Сыграл в 12 матчах, отметился единственным автоголом в матче 19 тура против «Зенита». Сезон-2018/19 провёл в ФНЛ, выступая за «Химки» и «Балтику». В июне 2019 года покинул «Локомотив». В 2019 году играл в ФК «Нижний Новгород».

### Карьера в сборной
В составе молодёжной сборной провёл один матч в 2010 году против Беларуси, выйдя на замену во втором тайме.
31 октября 2014 попал в расширенный список национальной сборной перед матчами с Австрией и Венгрией.
20 марта 2015 был вызван в сборную России на отборочный матч чемпионата Европы-2016 с Черногорией. Дебютировал 31 марта 2015 года в товарищеском матче против Казахстана (0:0); это был его единственный выход на поле в составе сборной.

## Достижения

### Командные
«Рубин»
- Чемпион России: 2009
- Финалист Кубка России: 2008/09
- Обладатель Суперкубка России: 2010
- Обладатель Кубка чемпионов Содружества: 2010

 «Локомотив» (Москва)
- Обладатель Кубка России: 2016/17

### Личные
- В списках 33 лучших футболистов чемпионата России (1): № 2 — 2014/15

## Статистика

### Клубная
| Клуб                           | Сезон            | Лига | Лига | Кубки | Кубки | Еврокубки | Еврокубки | Прочее | Прочее | Итого | Итого |
| Клуб                           | Сезон            | Игры | Голы | Игры  | Голы  | Игры      | Голы      | Игры   | Голы   | Игры  | Голы  |
| ------------------------------ | ---------------- | ---- | ---- | ----- | ----- | --------- | --------- | ------ | ------ | ----- | ----- |
| Газовик-Газпром / СОЮЗ-Газпром | 2005             | 6    | 1    | 0     | 0     | —         | —         | —      | —      | 6     | 1     |
| Газовик-Газпром / СОЮЗ-Газпром | 2006             | 10   | 0    | 2     | 0     | —         | —         | —      | —      | 12    | 0     |
| Газовик-Газпром / СОЮЗ-Газпром | 2007             | 10   | 2    | 1     | 0     | —         | —         | —      | —      | 11    | 2     |
| Газовик-Газпром / СОЮЗ-Газпром | Итого            | 26   | 3    | 3     | 0     | 0         | 0         | 0      | 0      | 29    | 3     |
| Рубин                          | 2008             | 0    | 0    | 1     | 0     | —         | —         | —      | —      | 1     | 0     |
| Рубин                          | 2009             | 2    | 1    | 1     | 2     | 0         | 0         | 0      | 0      | 3     | 3     |
| Рубин                          | 2010             | 4    | 0    | 0     | 0     | 1         | 0         | 0      | 0      | 5     | 0     |
| Рубин                          | 2011/12          | 1    | 0    | 0     | 0     | 0         | 0         | —      | —      | 1     | 0     |
| Рубин                          | 2014/15          | 26   | 11   | 2     | 1     | —         | —         | —      | —      | 28    | 12    |
| Рубин                          | 2015/16          | 24   | 4    | —     | —     | 7         | 1         | —      | —      | 31    | 5     |
| Рубин                          | 2016/17          | 2    | 0    | —     | —     | —         | —         | —      | —      | 2     | 0     |
| Рубин                          | Итого            | 59   | 16   | 4     | 3     | 8         | 1         | 0      | 0      | 71    | 20    |
| → Спартак-Нальчик              | 2011/12          | 19   | 1    | 0     | 0     | —         | —         | —      | —      | 19    | 1     |
| → Спартак-Нальчик              | Итого            | 19   | 1    | 0     | 0     | 0         | 0         | 0      | 0      | 19    | 1     |
| → Томь                         | 2011/12          | 8    | 0    | 0     | 0     | —         | —         | —      | —      | 8     | 0     |
| → Томь                         | 2013/14          | 28   | 4    | 2     | 2     | —         | —         | 2      | 1      | 32    | 7     |
| → Томь                         | Итого            | 36   | 4    | 2     | 2     | 0         | 0         | 2      | 1      | 40    | 7     |
| → Нефтехимик                   | 2012/13          | 19   | 16   | 1     | 0     | —         | —         | —      | —      | 20    | 16    |
| → Нефтехимик                   | Итого            | 19   | 16   | 1     | 0     | 0         | 0         | 0      | 0      | 20    | 16    |
| → Крылья Советов               | 2012/13          | 5    | 0    | 0     | 0     | —         | —         | 2      | 2      | 7     | 2     |
| → Крылья Советов               | Итого            | 5    | 0    | 0     | 0     | 0         | 0         | 2      | 2      | 7     | 2     |
| → Рубин-2                      | 2014/15          | 4    | 0    | 0     | 0     | —         | —         | —      | —      | 4     | 0     |
| → Рубин-2                      | Итого            | 4    | 0    | 0     | 0     | 0         | 0         | 0      | 0      | 4     | 0     |
| Локомотив                      | 2016/17          | 4    | 0    | 1     | 1     | —         | —         | —      | —      | 5     | 1     |
| Локомотив                      | Итого            | 4    | 0    | 1     | 1     | 0         | 0         | 0      | 0      | 5     | 1     |
| → Урал                         | 2017/18          | 12   | 1    | —     | —     | —         | —         | —      | —      | 12    | 1     |
| → Урал                         | Итого            | 12   | 1    | 0     | 0     | 0         | 0         | 0      | 0      | 12    | 1     |
| → Химки                        | 2018/19          | 12   | 2    | 1     | 1     | —         | —         | —      | —      | 13    | 3     |
| → Химки                        | Итого            | 12   | 2    | 1     | 1     | 0         | 0         | 0      | 0      | 13    | 3     |
| → Балтика                      | 2018/19          | 8    | 0    | —     | —     | —         | —         | —      | —      | 8     | 0     |
| → Балтика                      | Итого            | 8    | 0    | 0     | 0     | 0         | 0         | 0      | 0      | 8     | 0     |
| Всего за карьеру               | Всего за карьеру | 204  | 43   | 12    | 7     | 8         | 1         | 4      | 3      | 228   | 54    |

### Матчи за сборную
| Матчи и голы Портнягина за сборную России | Матчи и голы Портнягина за сборную России | Матчи и голы Портнягина за сборную России | Матчи и голы Портнягина за сборную России | Матчи и голы Портнягина за сборную России | Матчи и голы Портнягина за сборную России | Матчи и голы Портнягина за сборную России |
| ----------------------------------------- | ----------------------------------------- | ----------------------------------------- | ----------------------------------------- | ----------------------------------------- | ----------------------------------------- | ----------------------------------------- |
| №                                         | Дата                                      | Оппонент                                  | Счёт                                      | Голы Портнягина                           | Соревнование                              |                                           |
| 1                                         | 31 марта 2015                             | Казахстан                                 | 0:0                                       | -                                         | Товарищеский матч                         |                                           |

Итого: 1 матч / 0 голов; 0 побед, 1 ничья, 0 поражений.